# 長浜純
長濵 純（ながはま じゅん、1981年4月2日 - ）は、ニッポン放送の社員。同局編成部所属のラジオプロデューサー、ディレクター。

## 来歴
鹿児島県鹿児島市出身。池田学園池田中学・高等学校、横浜市立大学商学部経済学科卒業後、2004年4月にニッポン放送入社。
学生時代は、大手テレビ局にて報道番組のADを3年間務めていた。同期入社は、同局アナウンサーである飯田浩司。
新人研修以後、制作部に配属され、ラジオ番組のチーフディレクターを3年間担当。
2007年7月の人事にて営業1部に異動。その後、2010年に営業戦略室、2015年にネクストビジネス戦略部に配属され、2016年7月人事にて、メディア開発局デジタルソリューション部に異動し、主任となる。主にラジオとSNSを連動させるコンテンツ制作を担当し、ニッポン放送Webサイト「しゃベル」や「Yoppy」の編集も担当。但し、特番等ではラジオ番組のディレクションも並行して担当していた。
2018年4月1日付の人事にて、11年振りに編成部へ復帰し、番組のディレクションやプロデュースを担当。

## 人物
- 過去、ディレクションを担当していた番組にて、出演者であるタレントからよく名前を出されている若手ディレクターであったが、逆に「くりぃむしちゅーのオールナイトニッポン」では歴代のスタッフの殆どにあだ名をつけられていたにもかかわらず、長浜はあだ名が名付けられなかった。
- 2006年12月発売の「De☆View」では、「涙そうそう」の土井監督らと共に、特集‘若手女優のサクセスストーリー’に登場。コメントを寄せている。

## 制作番組

### 現在
肩書は全て「プロデューサー」
- 上柳昌彦 あさぼらけ - 2018年4月 -
- 垣花正 あなたとハッピー! - 2018年4月 -
- 藤ヶ谷太輔 Peaceful Days - 2019年4月 -
- SixTONESのオールナイトニッポンサタデースペシャル - 2020年4月 -
- 三宅裕司のサンデーヒットパラダイス - 2018年4月 -
- 笑福亭鶴瓶 日曜日のそれ

### 過去
- くりぃむしちゅーのオールナイトニッポン - 2006年7月18日 - 2007年1月30日
- 高田文夫のラジオビバリー昼ズ
- 上戸彩 ハタチにハイタッチ
- 石原さとみ SAY TO ME!
- オールナイトニッポンGOLD app10.jp
- 土屋礼央 レオなるど - 2018年4月 -
- 大橋未歩 金曜ブラボー - 2018年4月 -
- Kis-My-Ft2のオールナイトニッポンPremium
- 第44、45回ラジオ・チャリティー・ミュージックソン